# Palais des Tuileries

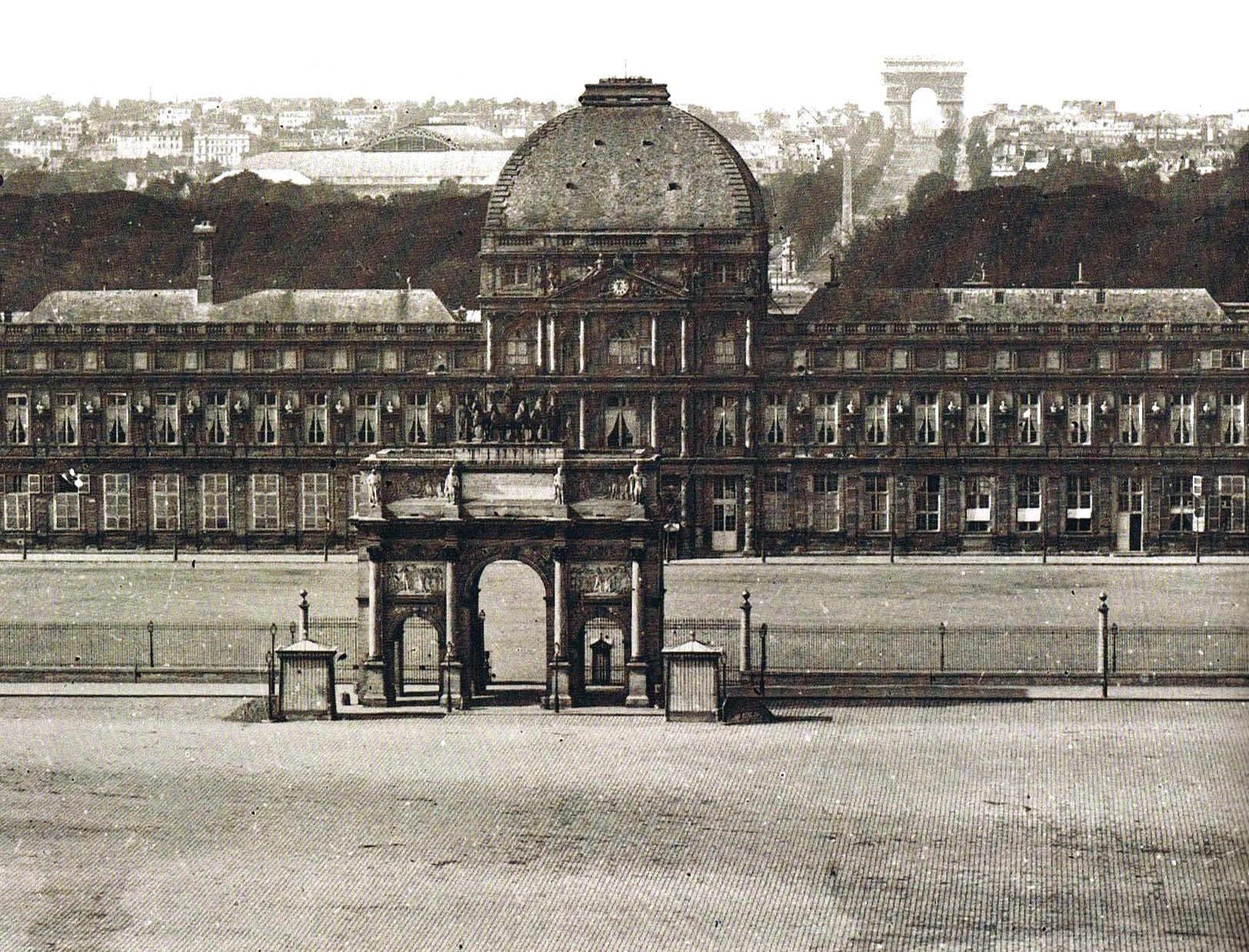
Der Tuilerien-Palast und der Arc de Triomphe du Carrousel, ca. 1860. Im Hintergrund der Arc de Triomphe de l’Étoile.

Der Tuilerien-Palast (französisch Palais des Tuileries, dt. „Palast (am Ort) der Ziegeleien“) war ein Palast im 1. Arrondissement von Paris. Er lag am Tuilerien-Garten am rechten Ufer der Seine. Zwei Flügelbauten verbanden den Palast mit dem benachbarten Louvre. Der Tuilerien-Palast war die Residenz der meisten französischen Könige und Kaiser von Ludwig XIV. bis Napoleon III. Sein Bau wurde im Jahr 1564 begonnen, das Gebäude wurde 1871 von Mitgliedern der Pariser Kommune niedergebrannt und 1883 abgebrochen. Seit 2003 setzt sich ein Komitee für die Rekonstruktion des Tuilerien-Palastes ein, mit der auch der Anfangspunkt der Axe historique wiederhergestellt und die Ausstellungsfläche des Louvre vergrößert werden soll.

## Geschichte

Moderner Übersichtsplan des Louvre, mit dem ehemaligen Tuilerien-Palast links

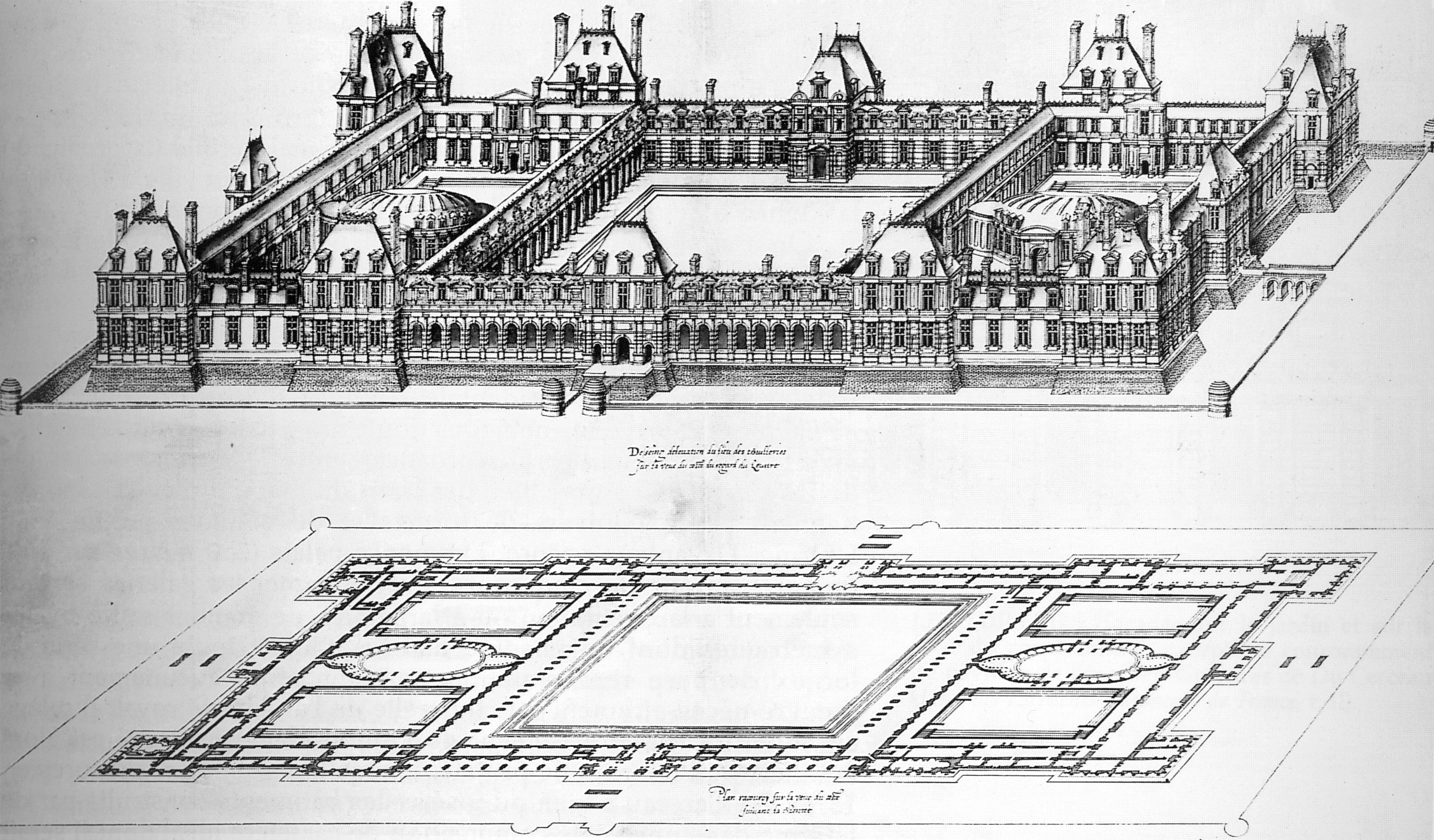
Philibert Delormes Entwurf 1578/79 bearbeitet von Jacques Androuet du Cerceau. Realisiert wurde in dreißig Jahren etwa ein Drittel des am Garten gelegenen Teils. 1871 war nach einigen Umbauten von der oberirdischen Originalsubstanz nichts mehr vorhanden.

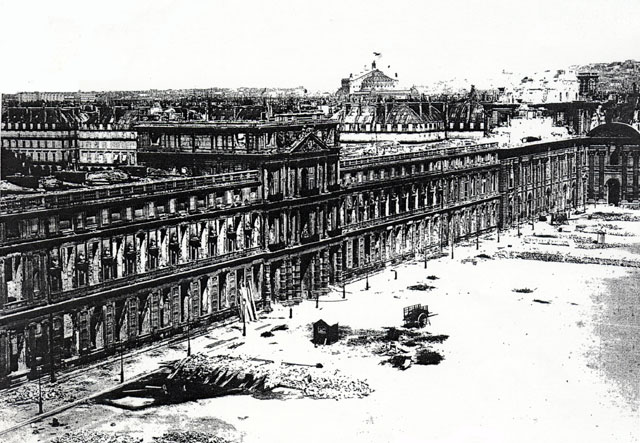
Palais des Tuileries nach der Brandstiftung von 1871

Das Palais des Tuileries wurde ab 1564 auf Betreiben von Katharina von Medici nach Plänen von Philibert Delorme anstelle einer früheren Ziegelei (frz. la tuilerie) errichtet. Nach dem Tod Katharinas wurde der Palast nicht fertiggestellt.
Heinrich IV. fasste den Plan, den Palais du Louvre und die Tuilerien durch den Bau von zwei Galerien im Süden und im Norden zu verbinden. Dieses Vorhaben, genannt Grand Dessein, sah durch die Verbindung der beiden Paläste einen einzigen, riesigen Palast entstehen, auch dieser Plan gelangte nicht vollständig zur Ausführung, wenngleich er 1607 einen vorläufigen Abschluss fand, durch die Verbindung der parallel zur Seine verlaufenden Grande Galerie mit dem Bullant-Pavillon durch die 60 Meter lange „Petite-Galerie“.
Im 17. Jahrhundert, nachdem Ludwig XIV. seine Residenz in das Schloss Versailles verlegt hatte, verloren die Tuilerien zunächst ihre Bedeutung und standen zeitweise sogar leer. Nach dessen Tod verlegte Philippe II. de Bourbon, duc d’Orléans, der die Regentschaft für den minderjährigen Ludwig XV. innehatte, den Hof von Versailles bis 1722 in die Tuilerien. Im Konzertsaal (französisch Salle des Cent-Suisses genannt, dt. wörtlich „Saal der hundert Schweizer“) fanden ab 1725 die Concerts spirituels statt, von 1784 an in der Salle des Machines (Théâtre des Tuileries).

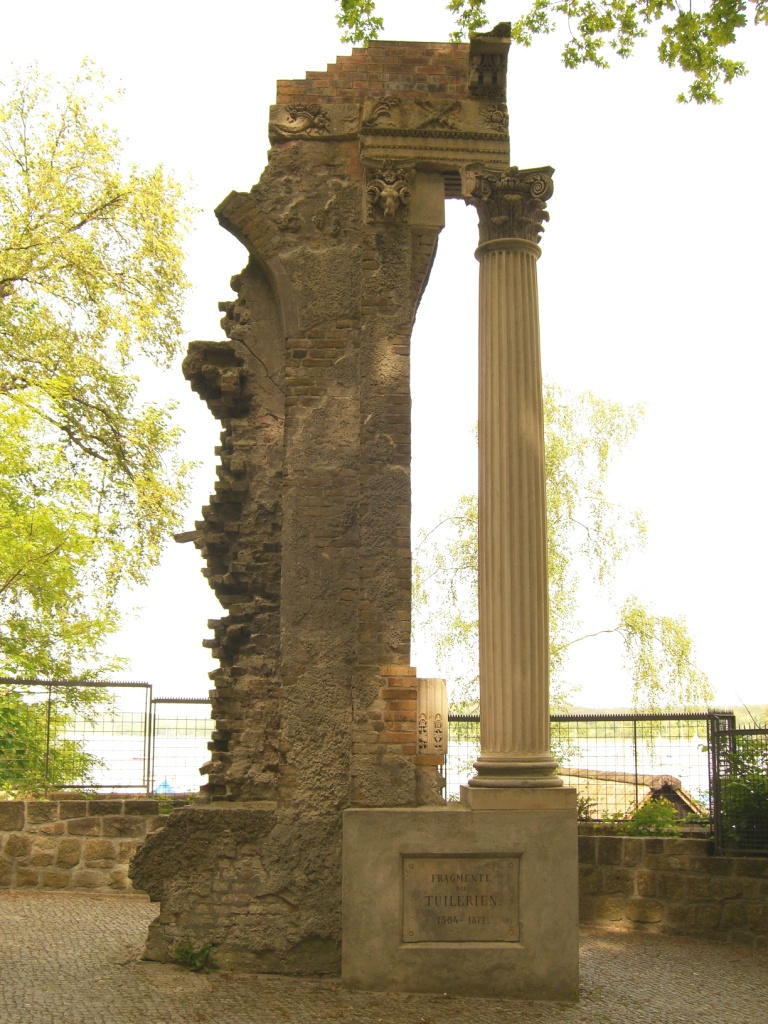
Ruinenrest des Palastes auf der Insel Schwanenwerder in Berlin

Ab 6. Oktober 1789, während der Französischen Revolution, war das Schloss der Wohnort der hier festgesetzten königlichen Familie. Diese konnte anfangs noch im größeren Umfang Hof halten, bis sie schließlich immer stärkere Einschränkungen hinnehmen musste. Am 10. August 1792 kam es zum Tuileriensturm. Ein großer Teil der königlichen Schweizergarde fiel den Angreifern zum Opfer, woran das Löwendenkmal Luzern erinnert. Ludwig XVI., Marie-Antoinette und deren Kinder wurden infolge dieser Ereignisse in das Temple-Gefängnis verbracht.
Ab 1806 wurden die Arbeiten an der Vereinigung der beiden Paläste wiederaufgenommen. Charles Percier und Pierre-François-Léonard Fontaine begannen mit einem Nordflügel parallel zur Grande Galerie, der Galerie Napoléon. Unter Ludwig XVIII. und während des Zweiten Kaiserreichs dauerten die Arbeiten unter den Architekten Louis Visconti und Hector Lefuel an. Napoléon III. konnte den fertiggestellten Nouveau Louvre 1857 einweihen.
Beim Aufstand der Pariser Kommune wurden im Mai 1871 die Tuilerien in Brand gesteckt. Die vier Citoyens Bergeret, Bénot, Boudin und Mabeuf hatten die Ladung von fünf schweren Karren voll Erd- und Terpentinöl, flüssigem Teer und Schießpulver über das Gebäude verteilt. Von einer Terrasse des Louvre aus verfolgten sie das Schauspiel der Feuersbrunst. Boudin und Bénot wurden 1872 und 1873 hingerichtet. Die Ruinen wurden 1883 bis auf zwei kleine Pavillons abgerissen. Diese dienten ab 1887 als Ausstellungsraum Salon des Indépendants der Société des Artistes Indépendants.

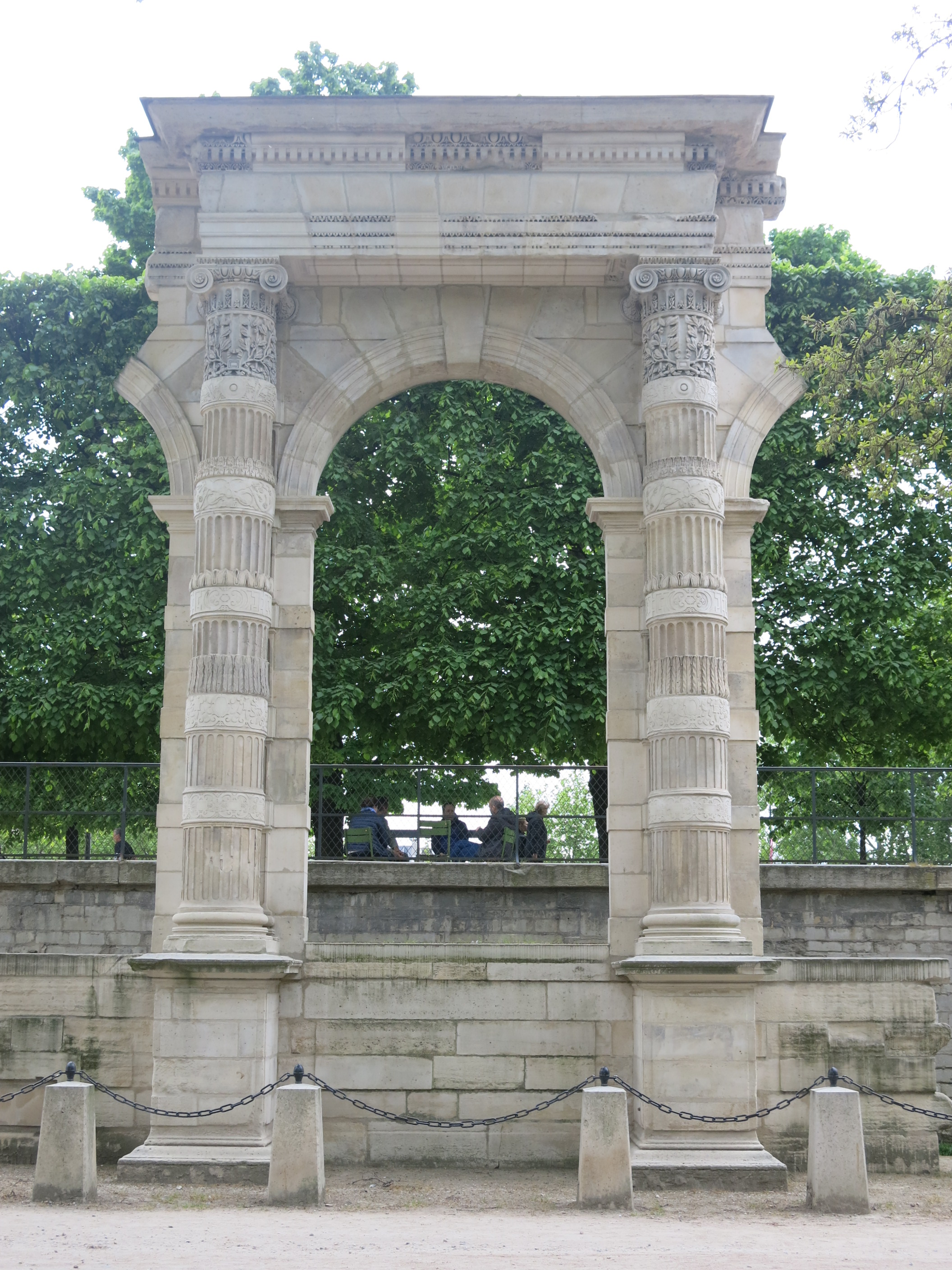
Reste der Arkaden, aufgestellt im Jardin des Tuileries

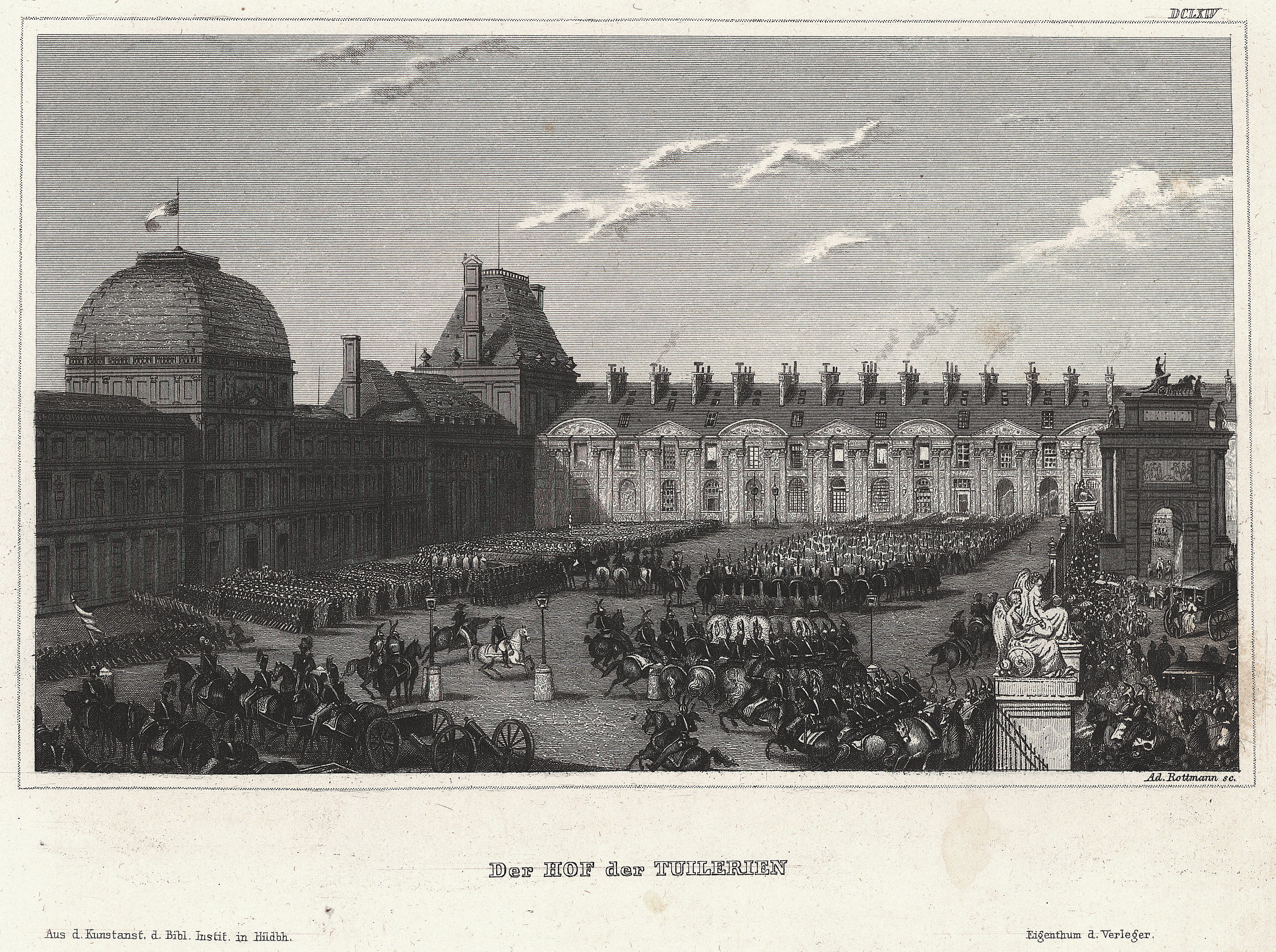
Militärparade im Hof des Palastes mit Zuschauern (rechts), um 1850

## Überreste
Heute erinnert nur noch der prächtige, mit vielen Bildsäulen geschmückte Park Jardin des Tuileries an das ehemalige Schloss. Er erstreckt sich am rechten Seine-Ufer vom Pavillon de Flore des Louvre bis zum gegenüberliegenden Pavillon de Marsan parallel zur Place de la Concorde.
Ein kleiner Ruinenrest wurde 1871 verkauft und nach Berlin geschafft. Dort steht die Kalksteinsäule seither auf der Insel Schwanenwerder. Die Inschrift am Sockel der Säule lautet: „Dieser Stein vom Seinestrande/ hergepflanzt in deutsche Lande, Ruft Dir, Wandrer, mahnend zu:/ Glück, wie wandelbar bist du!“

## Rekonstruktionsprojekt Tuilerien
Seit 2002 gibt es einen Verein, der, ähnlich wie beim Wiederaufbau des Berliner Stadtschlosses, für eine komplette Rekonstruktion der Tuilerien plädiert. Da alte Fotografien der königlichen Gemächer existieren, wäre eine Rekonstruktion theoretisch möglich. Mit einem Teil des Wiederaufbaus wäre es möglich, die Raumkapazität des Musée du Louvre zu erweitern.